# 鹿児島県庁舎
鹿児島県庁舎（かごしまけんちょうしゃ）は、鹿児島県鹿児島市鴨池新町にある広域自治体である鹿児島県の役所（鹿児島県庁）が入居する施設。
敷地内には北から南へ議会庁舎・行政庁舎・行政庁舎別棟・警察庁舎が建てられており、行政庁舎は鹿児島県内で2番目に高いビルである（2021年3月に鹿児島中央タワーに抜かれるまでは1番高いビル）。

## 位置
〒890-8577 鹿児島市鴨池新町10番1号

## 建物
いずれの建物も外装は下層から順に花崗岩、磁器質タイル、アルミパネルが張られている。

### 議会庁舎
- 鹿児島県議会が入る。
- 鉄骨鉄筋コンクリート造地上7階（塔屋有）、地下1階建て。
- 延床面積 - 12,686m2

### 行政庁舎
- 鹿児島県庁の行政部署が入る。
- 鉄骨鉄筋コンクリート造（一部鉄筋コンクリート造）地上20階、地下1階建て。高さ93.1m。
- 18階には展望ロビー、一般開放されている。（2023年12月現在、平日8：30～21：00、土休日10：00～21：00。）
- 延床面積 - 78,622m2

### 警察庁舎
- 鹿児島県警本部が入る。
- 鉄骨鉄筋コンクリート造地上10階、地下1階建て。
- 延床面積 - 24,047m2

## 歴史

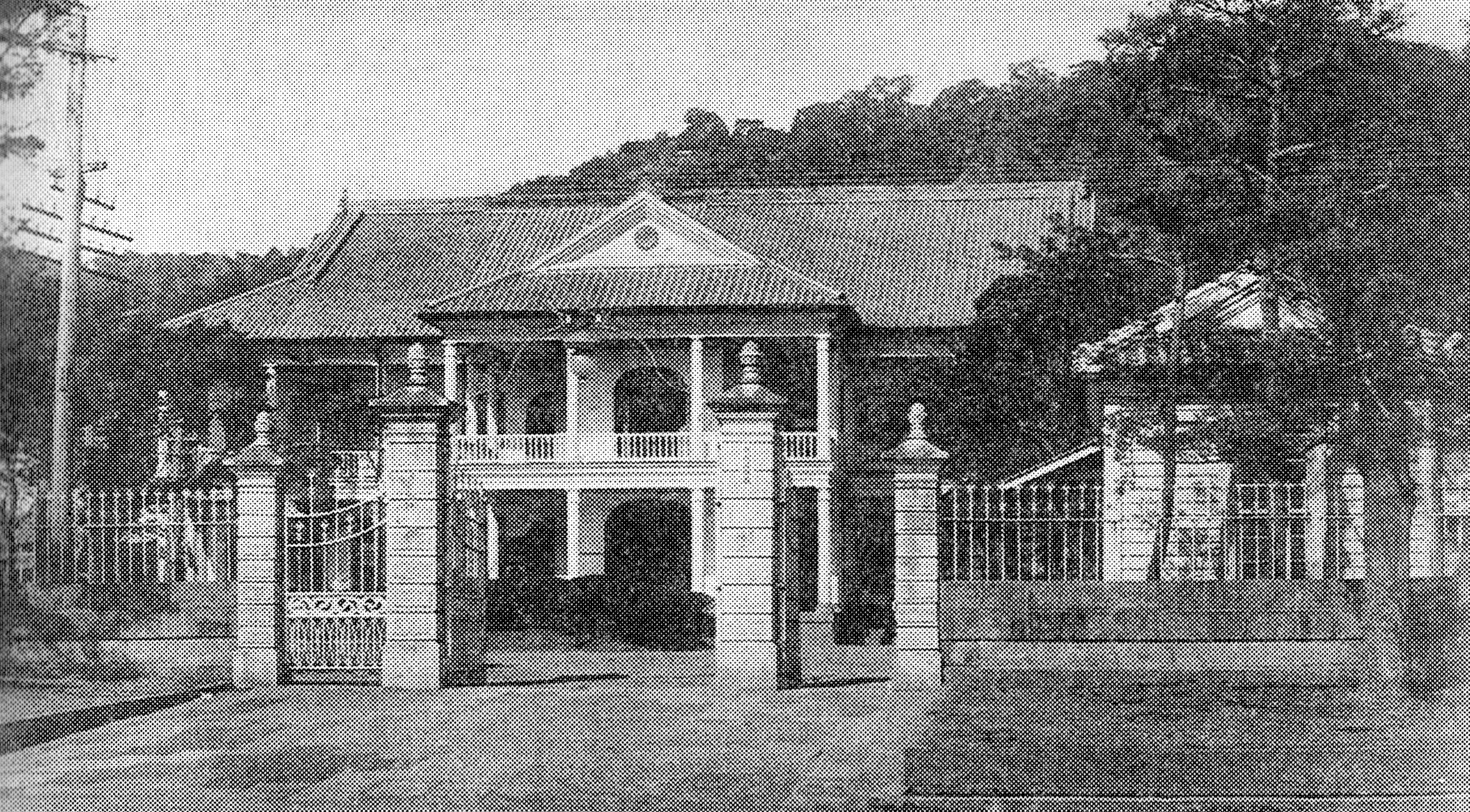
1878年竣工の鹿児島県庁舎

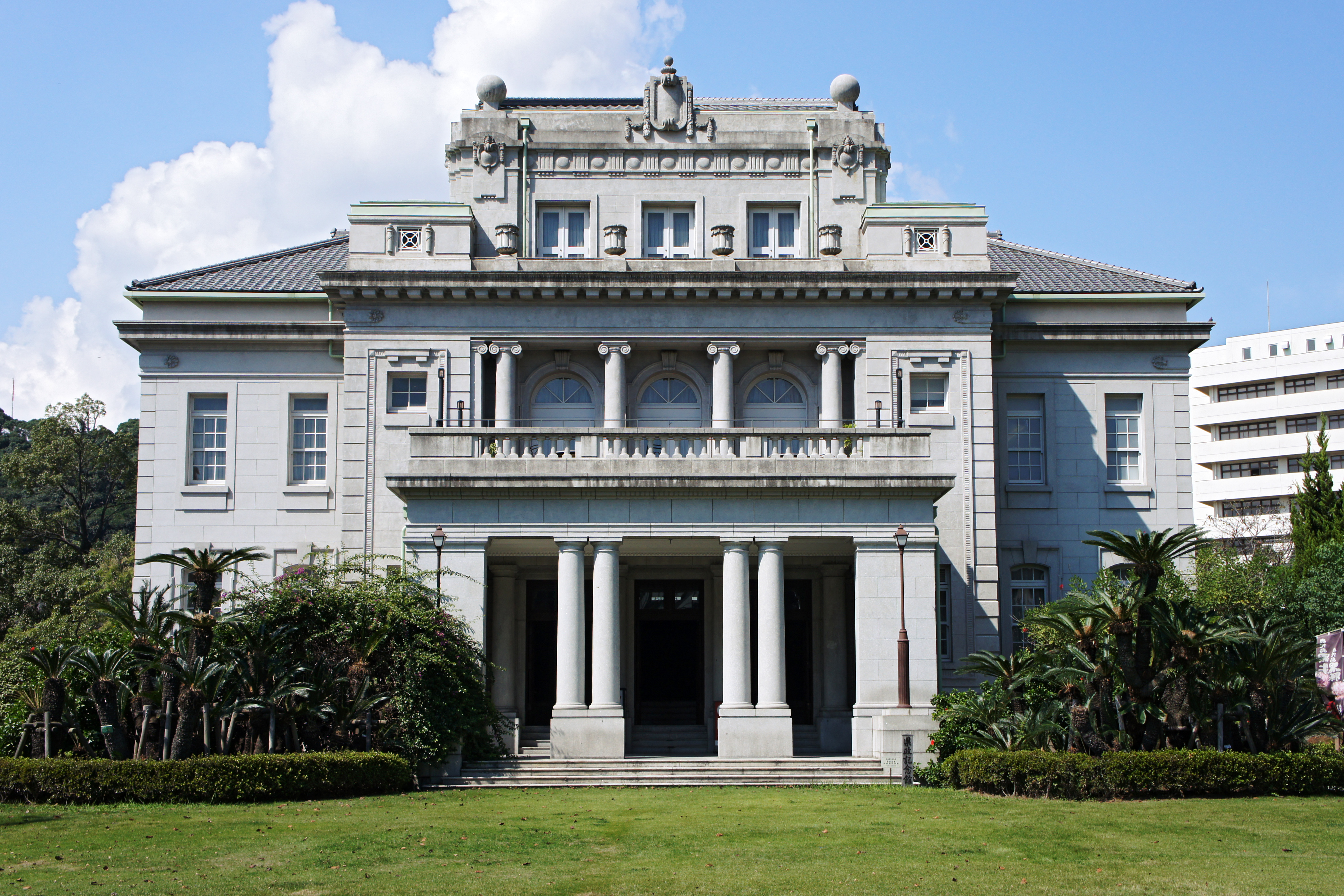
旧県庁舎玄関部

- 1871年（明治4年）7月4日（旧暦）- 廃藩置県。鹿児島城内にあってそれまで藩政を司っていた知政所が鹿児島県庁に改められるが、鹿児島城が兵部省所管になったため、同年10月に城外の客屋に移転[2]。
- 1872年（明治5年）- 軍務局が廃止され、その跡地に県庁を移転[2]。
- 1877年（明治10年）- 西南戦争に伴って初代県令の大山綱良が解任、岩村通俊が新しい県令に任命され、5月2日に鹿児島に到着。しかし9月に西郷軍が鹿児島に帰ってきて戦場になったため、一時的に加治木島津家居館（姶良市）に県庁が置かれる[3][4]。
- 1879年（明治12年）7月 - 第2期県庁舎が落成。現在の中央公園のあたりにあった。正門は1926年に姶良市立重富小学校に移築され、2009年に登録有形文化財に登録された[5]。
- 1923年（大正12年）8月 - 鹿児島市山下町、県立尋常中学校（鶴丸高校の前身）の移転跡地に庁舎改築着工。
- 1925年（大正14年）9月 - 第3期県庁舎が竣工。曽禰中條建築事務所設計、岩崎組施工による鉄筋コンクリート造3階建てのネオルネッサンス建築。
- 1986年（昭和61年）5月 - 「県庁舎整備調査委員会」が県庁内に設置される。[6]
- 1989年（平成元年）3月 - 鹿児島県議会に県庁舎整備問題特別委員会が設置される。
- 1990年（平成2年）3月 - 鹿児島県議会の県庁舎整備問題特別委員会、鴨池新町への新築移転が適当である旨報告、承認される。
- 1993年（平成5年）9月 - 現庁舎新築着工。
- 1996年（平成8年）6月 - 現庁舎（第4期庁舎）竣工。同年9月に移転実施。同年11月18日に展望ロビー（高さ75m）が開業[7]。
  - 旧県庁舎は玄関部分を残し解体され、跡地にかごしま県民交流センターが建設され、2003年（平成15年）に開館した。センター敷地内別所に曳家された旧県庁舎玄関部分は鹿児島県政記念館として移築・再利用され[8]、2008年（平成20年）に登録有形文化財に登録された[9]。

## 交通アクセス
- 鹿児島市営バスまたは鹿児島交通バスまたは[南国交通]バス「県庁前」バス停留所下車、または「県庁西」下車5分[10]。
- 鹿児島市電郡元電停下車、徒歩15分[10]。
- 鹿児島空港よりリムジンバスで約80分[10]。
- JR九州指宿枕崎線南鹿児島駅下車徒歩20分。

## 周辺
- 鹿児島県庁内郵便局 - 行政庁舎1階にある。局番号78490。県庁舎移転時に新設された（旧県庁舎には鹿児島東郵便局の県庁内分室が存在した）。
- 鴨池公園
  - 県立鴨池陸上競技場・県立鴨池野球場
- 鹿児島地方法務局
- 鹿児島県赤十字血液センター
- 九州電力鹿児島支社 - 鹿児島電気ビル。
- 鴨池港フェリーターミナル
- 鹿児島市鴨池海づり公園
- 鹿児島市水道局
- 鹿児島市保健所
- 鹿児島市立図書館
- JA鹿児島県会館 - 会館内に鹿児島県信用農業協同組合連合会本店。
- 鹿児島市医師会病院
- 今村総合病院
- 米盛病院 与次郎米盛クリニック
- 鹿児島県薬剤師会本部
- 鹿児島大学水産学部
- 鹿児島市立鴨池中学校
- 鹿児島市立鴨池小学校
- 鹿児島放送本社
- イオン鹿児島鴨池店
- スカイマーケットニシムタ真砂本町店